# Stagetillus
Stagetillus este un gen de păianjeni din familia Salticidae.
Cladograma conform Catalogue of Life:
| Stagetillus | \| \| Stagetillus opaciceps \| \| \| \| \| \| Stagetillus semiostrinus \| \| \| \| |
|             | \| \| Stagetillus opaciceps \| \| \| \| \| \| Stagetillus semiostrinus \| \| \| \| |
|             | Stagetillus opaciceps                                                              |
|             |                                                                                    |
|             | Stagetillus semiostrinus                                                           |
|             |                                                                                    |